# Youssef Ziedan
 (avril 2022).
Yûssef Zaidân (arabe : يوسف زيدان) (né le 30 juin 1958) est un universitaire égyptien spécialiste du monde arabe et islamique. Il travaille en tant que directeur du Manuscript Center and Museum affilié à la Bibliotheca Alexandrina. Professeur d'université et conférencier, il publie aussi des articles de presse et des ouvrages.

## Biographie
Né le 30 juin 1958 à Sohag en Haute-Égypte, Yûssef Zaidân est élevé par ses grands-parents maternels à Alexandrie. C'est dans cette ville qu'il fera toute sa scolarité. Il s'inscrit à la faculté de Philosophie à l'université d'Alexandrie et soutient une thèse de doctorat intitulée : La confrérie de Qâdir, Pensée, Méthodologie et Attitude. Étude et vérification du Recueil d'Abd al Qadir al-Jilani ("الطريقة القادرية فكرًا ومنهجًا وسلوكًا، دراسة وتحقيق لديوان عبد القادر الجيلاني")[réf. nécessaire].
Il est auteur de plus de 60 livres qui comprennent des œuvres philosophiques, des essais et des œuvres de fiction. Son œuvre de fiction la plus connue La malédiction d'Azazel a été à l'origine d'une violente polémique et d'une réaction virulente de l'Église copte.
Yûssef Zaidan a également été le fondateur et le premier directeur du département des manuscrits à la Bibliothèque d'Alexandrie.
Ses recherches historiques l'ont poussé à prendre position et à remettre en cause des idées très solidement établies dans le monde arabo-musulman. Sa prise de position la plus spectaculaire a été celle de contester, preuves historiques à l'appui, la localisation de la mosquée al-Aqsa à Jérusalem. Yûssef Zaidân soutient que cette mosquée considérée comme sacrée par la majorité des musulmans se trouvait en réalité à proximité de la Mecque dans la ville de Taïf.
Les écrits de Youssef Zaidân ont été traduits dans plusieurs langues dont le français.

## Œuvres
La Malédiction d'Azazel prend la forme d'un manuscrit syriaque retrouvé aux alentours d'Alep. Le manuscrit est supposément écrit par un moine égyptien du cinquième siècle et raconte la vie du narrateur venu à Alexandrie pour faire des études de médecine et pour approfondir ses connaissances théologiques.

## Polémiques

### Jugement sévère du personnage et du bilan de Saladin
Dans l’émission Koll Youm (Chaque jour) du 10 mai 2017 sur la chaîne égyptienne ON E, Youssef Zaidân brosse un portrait très sévère du personnage de Saladin. Il va jusqu'à qualifier Saladin de « personnage le plus méprisable que l'histoire humaine ait pu produire ». L'auteur justifiera son jugement par différents faits historiques qui brisent l'image romantique d'un Saladin héroïque, noble et libérateur. Au nombre de ces faits historiques figure, en premier lieu, la destruction de la bibliothèque fatimide du Grand Palais par Saladin. Parmi les autres faits historiques que Youssef Ziedan utilise pour détruire le mythe de Saladin, on peut trouver : 
- la destruction d'un certain nombre de pyramides ;
- le massacre du quartier d'Al-Mansoura au Caire au cours duquel Saladin a fait bruler tout le quartier avec les femmes et les enfants qui s'y trouvaient ;
- le massacre de 50 000 à 200 000 musulmans sunnites en Égypte. L'auteur s'appuie sur les travaux et écrits des historiens musulmans qui sont[4] : Al-Dhahabi (1274–1348) et Ahmad al-Maqrîzî ;
- l’élimination physique des derniers fatimides aussi bien par les armes que par l'interdiction aux hommes survivants de se reproduire. Youssef Ziedan considère que l'interdiction de se reproduire imposée par Saladin aux  fatimides survivants constitue un crime contre l'humanité.

D'après Yûssef Zaidân, le mythe de Saladin a été construit de toutes pièces par le régime dominé par des militaires issus du Mouvement des officiers libres.
Cette prise de position a entrainé une proposition de loi punissant de prison l'humiliation des personnages historiques.

## Récompenses
- 2009 International Prize for Arabic Fiction, pour Azazeel[6]
- 2013 Prix Saif Ghobash-Banipal remporté par le traducteur Jonathan Wright pour sa traduction en anglais d'Azazeel[7].

### Travaux d'édition
- (ar) ديوان عبد القادر الجيلاني (dīwān `abd ul-qādir al-djilānī), مؤسسة أخبار اليوم, 1990, poésie, 318 p.  (ISBN 9789770800331)Édition critique de l’œuvre poétique de Abdul Qadir al-Djīlāni.

- (ar) شعراء الصوفية المجهولون (shu`ara' uṣ-ṣūfiyatu l-madjhūlūn), مؤسسة أخبار اليوم, 1991, poésie, 158 p.Anthologie de poètes soufis inconnus

- (ar) مقالة في النقرس (maqālat fi n-naqras), مكتبة الإسكندرية, 2003, traité de médecine, 178 p.Édition critique du Traité sur la goutte de al-Rāzī. Texte en arabe, français, italien et allemand.

- (ar) حي بن يقظان : النصوص الاربع ومبدعوها (ẖayy bin yaqẓān : an-nuṣūṣ al-'arba` wa mabdu`ahā), دار مدارك للنشر, 2013, roman philosophique, 309 p.Édition critique de quatre versions de l'histoire du personnage fictif Hayy ibn Yaqẓan.

- A Commentary on the Hippocratic Aphorisms
- Treatises on Body Parts by Ibn al-Nafis
- Al-Shamil fil al-Sina’a al-Tibbiyya in 30 volumes
- Rare manuscripts in the Alexandria Municipality Collection
- Catalogue of the Alexandria University Manuscript Collection
- Catalogue of the Escorial Monastery Manuscript Collection
- Catalogue of the Religious Institute of Sumuha
- A Prologue to Sufism by al-Sulami: a study and a critical edition

### Essais
- (ar) إعادة اكتشاف ابن النفيس ('i`ādat iktishāf ibn an-nafīs), دار الشروق, 2008, biographie, essai, 229 p.Essai sur la vie et l’œuvre de Ibn Nafis.

- (ar) اللاهوت العربي وأصول العنف الديني (al-lāhūt al-`araby wa uṣūl ul-`unf ud-dīnī), دار الشروق, 2009, essai, 231 p.

- Iltiqa’ al-Bahrin: essays in literary criticism
- Al-Mutawaliyat: studies in Sufism
- Sufi Orders and al-Qadiriyya in Egypt

### Fiction
- (ar) ظل الأفعى (ẓil il-'af`ā), دار الشروق, 2006, roman, 135 p.

- La malédiction d'Azazel, Albin Michel, 2014 ((ar) عزازيل (`azāzīl), دار الشروق, 2009), roman, trad. Khaled Osman, 468 p.  (ISBN 9782226254320)

- (ar) النبطي (an-nabaṭī), دار الشروق, 2010, roman, 381 p.

- (ar) محال (maẖāl), دار الشروق, 2012, roman, 244 p.  (ISBN 9789770930922)Premier tome de la série  محال (maẖāl).

- (ar) حل وترحال  (ẖal wa tirẖāl), سبارك للنشر والتوزيع, 2014, recueil de nouvelles, 179 p.  (ISBN 9789770932933)

- (ar) جونتنامو (Djuntanāmū), دار الشروق, 2014, roman, 288 p.  (ISBN 9789770932933)Deuxième tome de la série محال (maẖāl)

- (ar) نور (nūr), دار الشروق, 2016, roman, 262 p.  (ISBN 9789770933886)Troisième tome de la série محال (maẖāl)

- (ar) أهل الحي  ('Ahl ul-ẖayy ), دار الشروق, 2017, recueil de nouvelles, 157 p.  (ISBN 9789770934241)

## Sources
- Amin, K (1999) Enamoured of Manuscripts: a study in the works and thought of Youssef Ziedan. Cairo